# Большеголовая молот-рыба

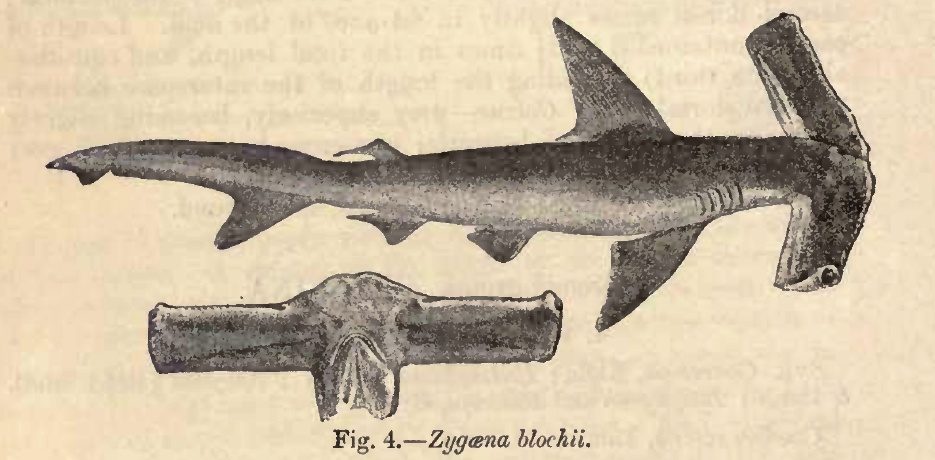
Рисунок Eusphyra blochii

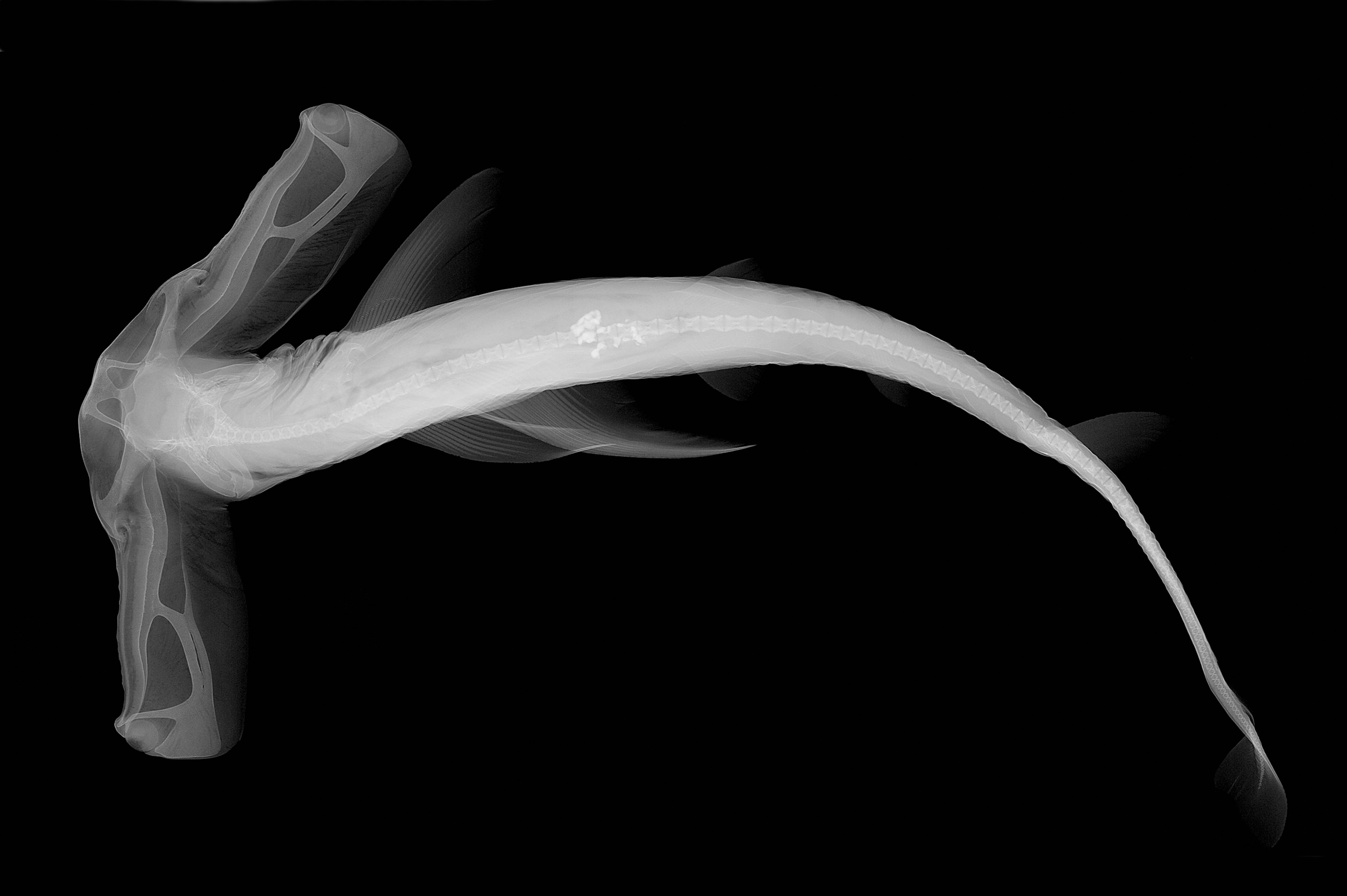
Рентгеновский снимок большеголовой молот-рыбы

Большеголовая молот-рыба (лат. Eusphyra blochii) — вид хрящевых рыб из монотипного рода большеголовых молот-рыб (Eusphyra) семейства молотоголовых акул (Sphyrnidae).

## Таксономия
Жорж Кювье впервые описал образец большеголовой молот-рыбы в 1817 году и отнёс его к виду Squalus zygaena (Sphyrna zygaena), обыкновенная акула-молот. Хотя в его записях не было указано правильное биномиальное название, Валансьен, подробно описывая образец большеголовой молот-рыбы в 1882 году, назвал вид Zygaena Blochii Nobis. [2] Компаньо в 1979, 1988 отнёс большеголовую молот-рыбу к самостоятельному роду Eusphyra. С тех пор, в разных источниках большеголовую молот-рыбу причисляют к собственному роду или считают подродом рода Sphyrna.
Филогенетический анализ на основании исследования митохондриальной ДНК в 1993 показал, что, в отличие от традиционной интерпретации молотоголовые акулы с небольшими головами (например, малоголовая молот-рыба (Sphyrna tiburo)) представляют собой промежуточную форму между серыми акулами и рыбами-молотами с большой головой, а большеголовая молот-рыба на самом деле раньше всех разошлась со своими предками. Это говорит о том, что этот вид внезапно появился в эволюционной истории, а затем преобразовался в другие виды.

## Ареал и среда обитания
Большеголовая молот-рыба обитает на мелководье континентального и островного шельфа индо-западной части Тихого океана, от Персидского залива до Филиппин, от Китая и Тайваня на севере до штата Квинсленд и Северной территории Австралии на юге. Иногда она входит в солоноватые устья рек.

## Описание
Очень длинные и узкие боковые выросты по бокам головы большеголовой рыбы-молот отличают эту акулу от всех других видов. Ширина «молота» составляет 40—50 % длины тела, в передней части носа имеются небольшие выемки, выросты имеют форму крыла при взгляде сверху. В отличие от акул-молотов (род Sphyrna), ноздри у неё расположены ближе к центру, чем к концам «молота», также имеются крупные боковые расширения, которые почти доходят до глаз. Окрас серый или серо-коричневый, брюхо бледнее. Это небольшая акула размером не более 1,86 м.

## Биология и экология
Боковые выросты на голове большеголовой молот-рыбы настолько велики, что кажутся громоздкими. Ноздри и ампулы Лоренцини шире, чем у других акул-молотов. Наряду с базальной позицией в филогенезе акул-молотов эти характеристики указывают на то, что анатомия этого вида изначально развивалась с акцентом на сенсорные, а не гидродинамические функции. Большеголовая молот-рыба питается главным образом мелкими костистыми рыбами, а также ракообразными и головоногими моллюсками.
Подобно прочим представителям семейства молотоголовых акул, большеголовые молот-рыбы являются живородящими; развивающиеся эмбрионы получают питание посредством плацентарной связи с матерью, образованной опустевшим желточным мешком.
У берегов Бомбея молодняк появляется на свет накануне сезона дождей, в апреле и мае, а спаривание происходит во время муссонов с июня по август. Беременность длится восемь месяцев. У побережья Австралии самки рожают в феврале и марте, а беременность длится 10—11 месяцев. В помёте от 6 до 25 акулят. Размер новорожденных 32—45 см. Самки приносят потомство ежегодно. Половая зрелость наступает при длине 110 см.

## Взаимодействие с человеком
Большеголовые молот-рыбы не представляют опасности для человека. Этот вид является объектом рыбного промысла в Индии, Пакистане, Малайзии и Таиланде, и, вероятно, также и в других частях своего ареала. Его добывают при помощи плавающих и донных жаберных сетей, ярусов, и, вероятно, на крючок. Эти акулы часто попадают в сети у берегов Калимантана. Мясо используют в пищу, из печени делают витамины, туша идёт на производство рыбной муки. Нет никаких научных данных о численности этого вида. Международный союз охраны природы присвоил большеголовой молот-рыбе статус сохранности «Близкий к уязвимому положению».